# Melissodes humilior
Melissodes humilior är en biart som beskrevs av Cockerell 1903. Melissodes humilior ingår i släktet Melissodes och familjen långtungebin. Inga underarter finns listade i Catalogue of Life.